# Andreas Haider-Maurer
Andreas Haider-Maurer (ur. 22 marca 1987 w Zwettl) – austriacki tenisista, reprezentant kraju w Pucharze Davisa.

## Kariera tenisowa
Zawodowy tenisista w latach 2005–2019.
Największym sukcesem Austriaka w rozgrywkach rangi ATP World Tour był finał z Wiednia w listopadzie 2010 roku. Grając w turnieju głównym jako tzw. szczęśliwy przegrany wyeliminował po drodze m.in. Marina Čilicia i Michaela Berrera; w finale przegrał z Jürgenem Melzerem.
We wrześniu 2010 roku Haider-Maurer zadebiutował w kadrze Austrii w Pucharze Davisa, w rywalizacji przeciwko Izraelowi. Swój singlowy pojedynek przegrał z Dudim Selą. Rok później Austriak wygrał swój pierwszy mecz w rozgrywkach z Xavierem Malisse.
Najwyżej w rankingu singlistów był na 47. miejscu (20 kwietnia 2015), a w rankingu deblistów na 290. miejscu (3 sierpnia 2009).

### Finały w turniejach ATP World Tour
| Legenda                                      |
| -------------------------------------------- |
| Wielki Szlem                                 |
| Igrzyska olimpijskie                         |
| Tennis Masters Cup / ATP Finals              |
| ATP Masters Series / ATP Tour Masters 1000   |
| ATP International Series Gold / ATP Tour 500 |
| ATP International Series / ATP Tour 250      |

#### Gra pojedyncza (0–1)
| Końcowy wynik | Nr | Data             | Turniej | Nawierzchnia  | Przeciwnik    | Wynik finału         |
| ------------- | -- | ---------------- | ------- | ------------- | ------------- | -------------------- |
| Finalista     | 1. | 1 listopada 2010 | Wiedeń  | Twarda (hala) | Jürgen Melzer | 7:6(10), 6:7(4), 4:6 |